# Campaña de la Frontera

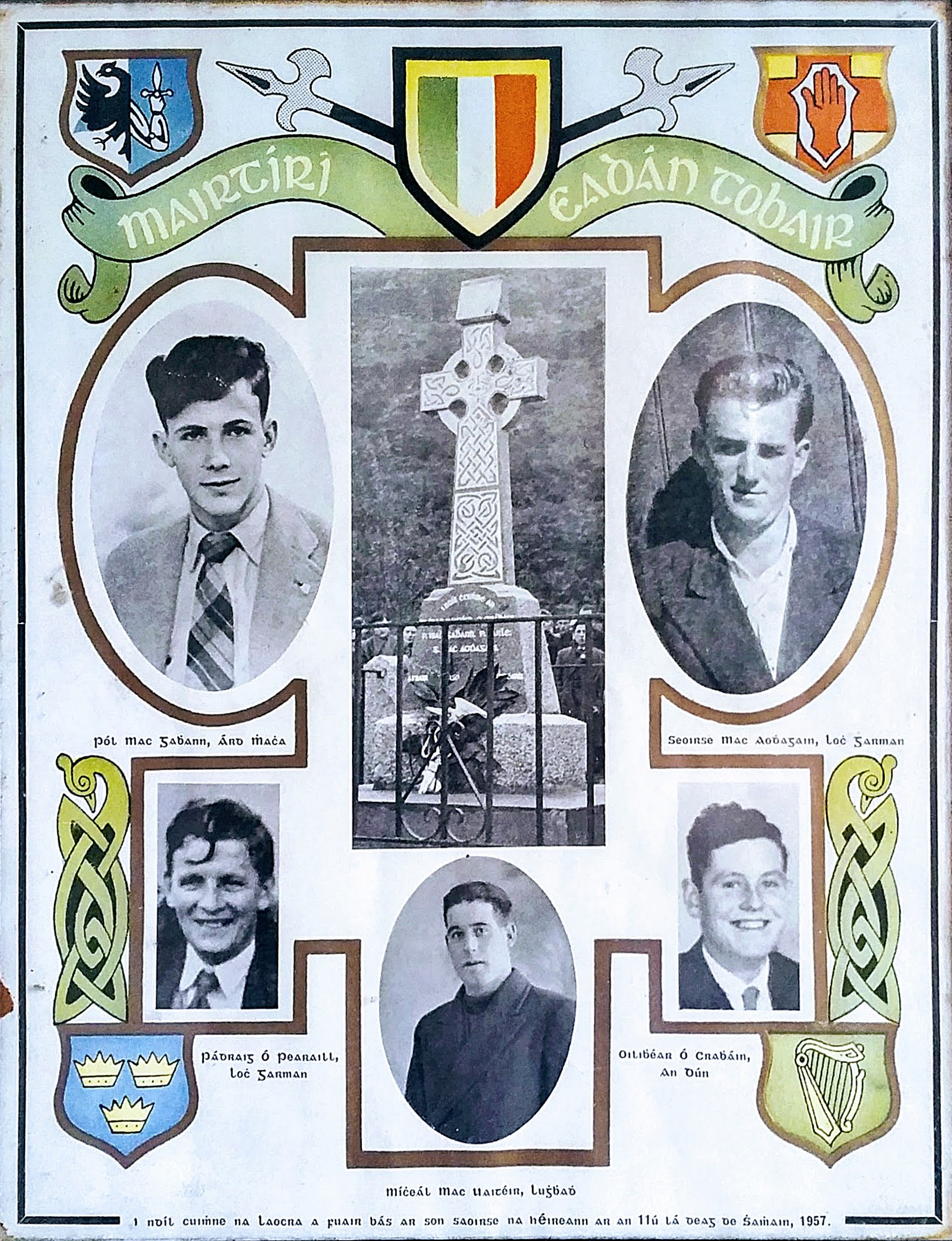
Cuatro miembros del IRA murieron preparando un explosivo en una granja en Edentubber, Condado de Louth, en noviembre de 1957

La Campaña de la Frontera (en inglés: Border Campaign, el IRA se refirió a la misma como Operation Harvest, Operación Cosecha) fue una campaña militar del Ejército Republicano Irlandés (IRA) contra Irlanda del Norte, desarrollada desde el 12 de diciembre de 1956 al 26 de febrero de 1962.
La campaña consistía en ataques de unidades de servicio activo (del IRA) desde Irlanda, una guerrilla esencialmente rural a causa de la carencia de apoyo aportado al IRA por los católicos de Irlanda del Norte. El Consejo del IRA llamó sin embargo, el 12 de diciembre de 1956, la población a levantarse : 

"La resistencia a la ocupación británica ha entrado ya en una fase decisiva. Desde hoy, unidades del Ejército Republicano Irlandés, nuestra gente en los seis condados, ha empezado el combate contra el enemigo. Ellos son la víctima directa del imperialismo británico, pero también la columna vertebral de la insurrección revolucionaria nacional. 
Apelamos a los irlandeses de las fuerzas armadas británicas a sostener a su madre patria y rehusar levantar las armas contra sus conciudadanos. Apelamos a los miembros de las RUC y de la Ulster Special Constabulary a que dejen de ser los instrumentos del imperialismo británico y echarse a un costado, o bien a reunirse con nosotros en la lucha contra la tiranía".

En 1957, Fianna Fáil volvió al poder en Irlanda y puso en marcha el sistema de internamiento sin proceso previsto por la Leyes de Ofensas contra el Estado para luchar contra el IRA. Los prisioneros republicanos fueron encerrados en el campo de Curragh. La campaña acabó en una derrota militar y política para el IRA, finalizando con diecisiete muertes (once miembros del IRA, seis de la RUC). El 5 de febrero de 1962, el IRA ordena un alto el fuego unilateral y el 26 de febrero constata su fracaso y pone fin a la campaña, enterrando sus armas.